# Charles Frechon

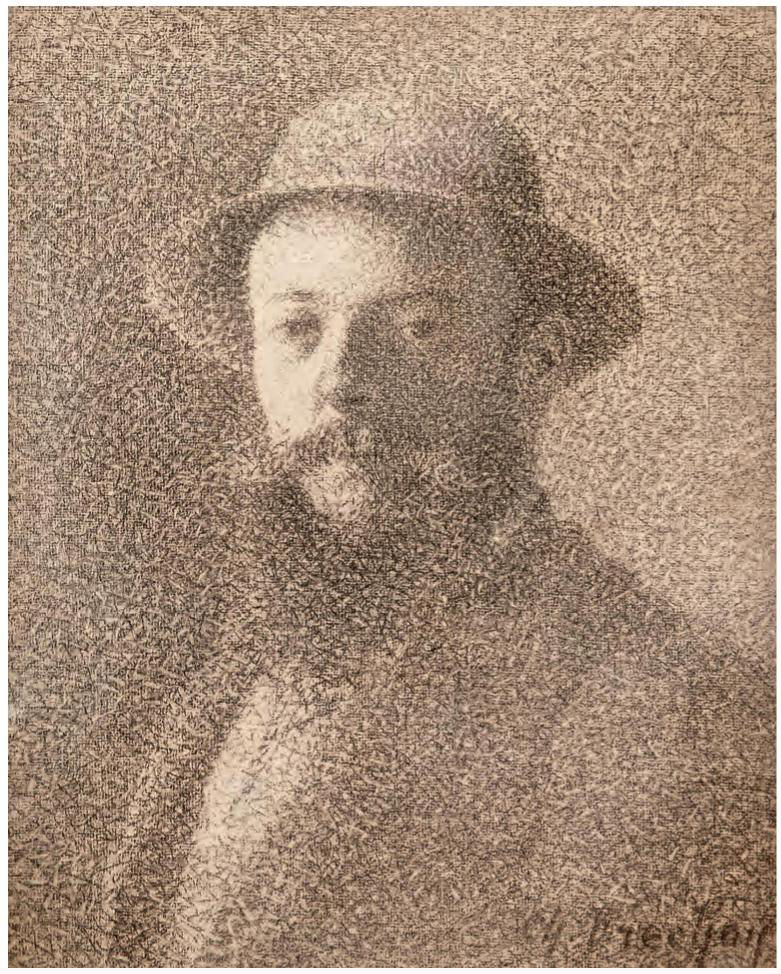
Charles Frechon: Selbstporträt, 1890/1891

Charles Frechon (* 4. Februar 1856 in Blangy-sur-Bresle; † 2. Februar 1929 in Rouen) war ein französischer Maler des Postimpressionismus und Vertreter der École de Rouen. Er war der Bruder des Fotografen Émile Frechon und der Vater des Malers Michel Frechon. Das Musée des beaux-arts de Rouen widmete ihm 2008 eine Einzelausstellung.

## Leben

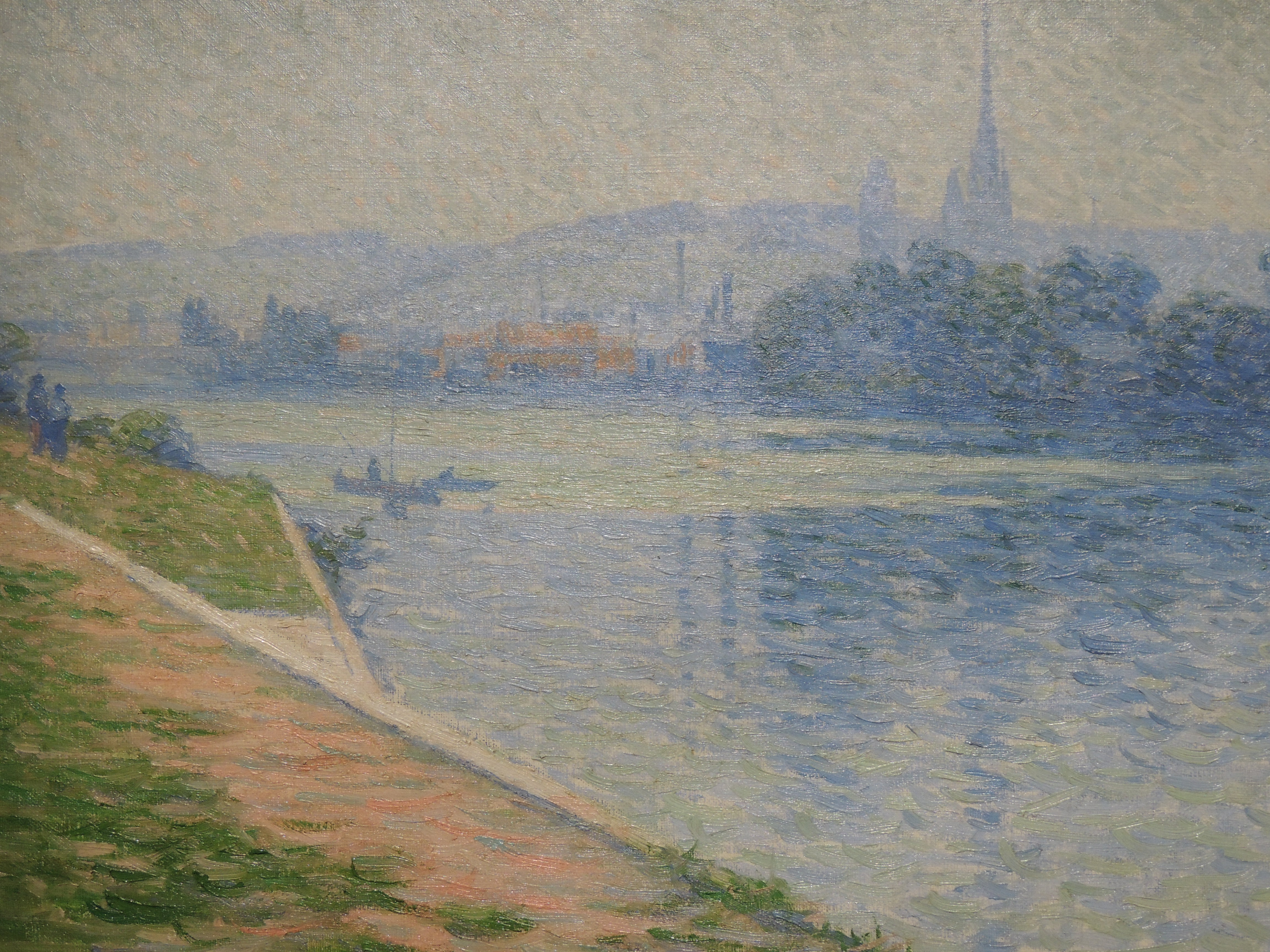
Rouen, Île Lacroix, cours de la Reine

Charles Frechon wurde in Blangy-sur-Bresle geboren. Die Stadt markiert die Grenze zwischen der Normandie und der Picardie. Seine Eltern, Auguste und Marie-Joséphine, betrieben eine Seifenfabrik. Die Familie war wohlhabend und Charles war das fünfte von sieben Kindern. Er besuchte das Collège Stanislas in Amiens, lernte aber auch zu Hause mit Hilfe eines Privatlehrers, Abbé de Brossard.
Charles Frechon zeigte schon früh Interesse an einer künstlerischen Laufbahn. Seine Eltern unterstützten ihn und schickten ihn zu seinem Onkel nach Rouen, wo er ab 1879 die Akademie für Malerei und Zeichnen besuchte. Er wird Schüler von Philippe Ernest Zacharie und lernt Charles Angrand kennen. Frechon erhielt mehrere Auszeichnungen, darunter Medaillen für Zeichnen und Modellieren.
Der Maler entwickelte Interesse an der Freilichtmalerei und experimentierte mit helleren Farben. 1887 hatte er seinen ersten großen Erfolg mit dem Gemälde „La Moisson“. In den folgenden Jahren erhielt er weitere Anerkennung, insbesondere für seine impressionistischen Werke. Er wurde von Paul Durand-Ruel, einem bekannten Kunsthändler, entdeckt, der mehrere seiner Gemälde kaufte und ihn auf wichtigen Ausstellungen präsentierte. Neben seiner künstlerischen Tätigkeit unterrichtete Frechon Zeichnen und wurde zu einer anerkannten Persönlichkeit in der Kunstszene von Rouen. Seine Werke wurden in wichtigen Ausstellungen gezeigt und er erlangte durch Verkäufe und Ausstellungen finanzielle Sicherheit.
Frechon war bekannt für seine Landschaftsbilder, die die Normandie in allen vier Jahreszeiten zeigen. Er malte etwa 850 Werke, von denen viele im Zweiten Weltkrieg verloren gingen. Trotz seiner Erfolge blieb er weitgehend in seiner Heimatregion verwurzelt und verzichtete auf eine breitere kommerzielle Vermarktung, was seine überregionale Bekanntheit begrenzte. Heute wird sein Werk zunehmend gewürdigt und er gilt als wichtiger Vertreter der normannischen Landschaftsmalerei und der École de Rouen.